# 베이파자르
베이파자르(튀르키예어: Beypazarı)는 앙카라에서 약 100km 정도 서쪽에 위치한 중앙아나톨리아 지역의 앙카라 주에 위치한 도시이다. 2000년에 베이파자르 지역에 46,493명이 거주하고, 도시권에 35,775명이 거주하는 것으로 나타났다. 면적은 약 1,814km2이며, 해발고도 675m에 위치한다. 지역 내에 세 개(카라샤르(Karaşar) 우루쉬(Uruş), 크르바스(Kırbaşı))의 큰 마을이 있으며 64개의 조그마한 마을이 있다.

## 어원
베이파자르의 어원은 베이(Bey)의 시장이라는 뜻이다. 베이는 터키의 지방 장관을 의미한다. 오스만 제국 시절에 베이파자르는 군사 거점이자 역이 있던 지역이었다. 지역 경제의 거점이기도 했다.

## 역사
베이파자르는 히타이트 시대를 시작으로 프리기아, 로마 제국, 비잔틴 제국, 셀주크 투르크를 거쳐 오스만 제국 때까지 중요한 역할을 하던 도시였다.
고대에는 라가니아 (Lagania)로 불렸으며, 기원전 3세기 갈리아인들이 점령한 갈라티아에 속했다. 이후 로마 제국의 지배를 받으며 칼라티아 속주의 일부가 되었다.

## 현재
베이파자르는 현재 당근(터키 당근의 약 60 % 생산), 필러그리(은세공), 천연 미네랄 워터로 유명한 마을이다. 유리제조에 쓰이는 천연 소다인 트로나도 베이파자르에서 생산된다. 또한, 풍부한 역사와 건축 유산, 특이한 바위 등 다양한 관광명소들로 인해 관광객이 점차 늘어나고 있다. 특히, 터키의 수도 앙카라와 인접해 있어, 앙카라에서 오는 당일치기 관광객이 많다. 베이파자르 시가지의 흰색 오스만제국 시대의 건물과 자갈길은 특히 매력적이다. 많은 오래된 집들이 호텔과 식당으로 복원되었으며 터키의 영화와 드라마의 촬영장으로도 인기가 높다. 매년 6월에 베이파자르에서는 인기있는 전통 가옥, 수공예품, 당근 및 스튜 등을 주제로 하는 축제가 열린다. 이 시기에는 많은 관광객이 도시를 방문하며, 이는 지역경제에 큰 보탬이 되고 있다.

## 사진

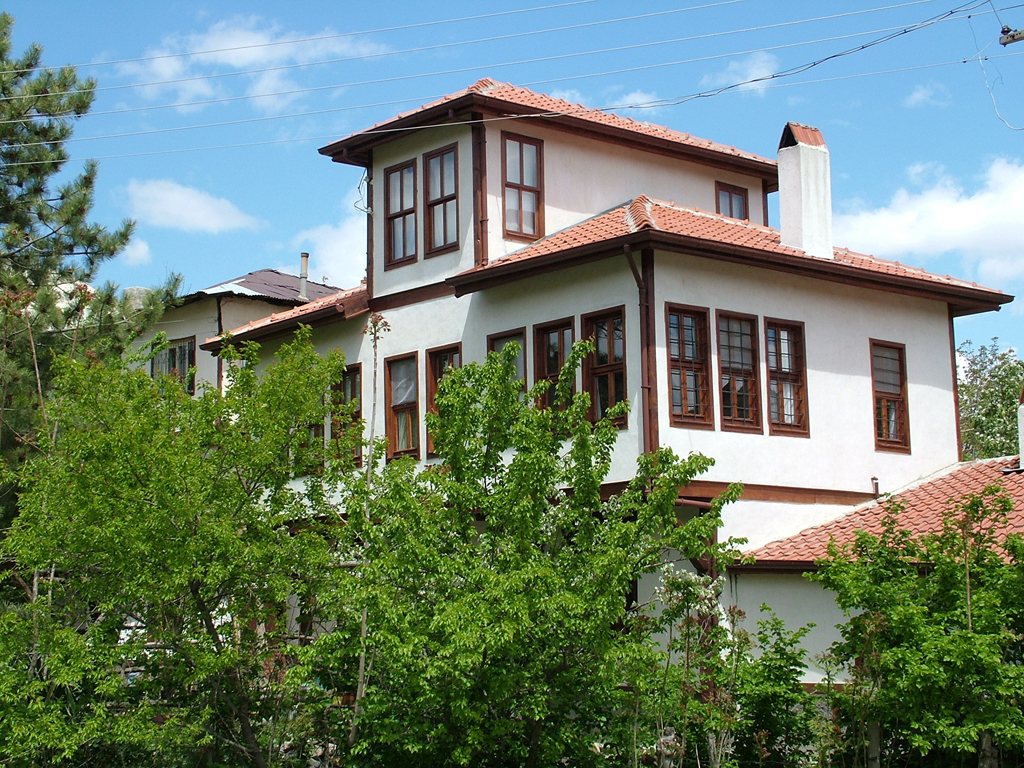
베이파자르의 오스만제국 시대의 저택
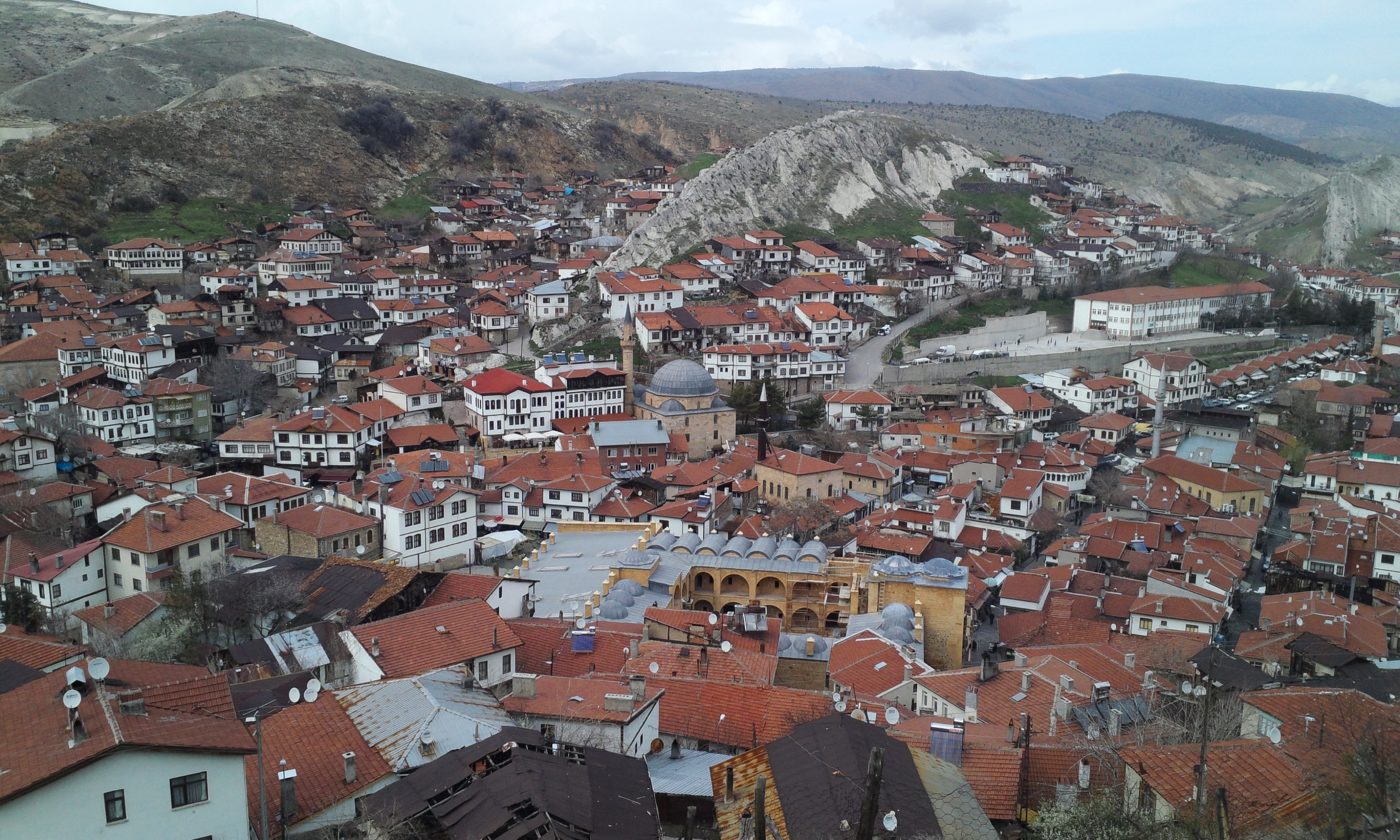
베이파자르 전경